# ريتشارد دورمير
ريتشارد دورمير (بالإنجليزية: Richard Dormer)‏ هو ممثل بريطاني، ولد في 11 نوفمبر 1969 في المملكة المتحدة.

## أعمال

### أفلام
- (2014) '71

## وصلات خارجية
- ريتشارد دورمير على موقع IMDb (الإنجليزية)
- ريتشارد دورمير على موقع روتن توميتوز (الإنجليزية)
- ريتشارد دورمير على موقع ألو سيني (الفرنسية)
- ريتشارد دورمير على موقع أول موفي (الإنجليزية)
- ريتشارد دورمير على موقع قاعدة بيانات الأفلام السويدية (السويدية)
- ريتشارد دورمير على موقع قاعدة بيانات الفيلم (الإنجليزية)
- ريتشارد دورمير على موقع كينوبويسك (الروسية)